# 울산광역시의 중학교 목록
다음 목록은 울산광역시에 있는 중학교 목록이다.

## 가
가온중학교 · 
강동중학교 · 
고헌중학교 · 
구영중학교

## 나
남목중학교 · 
남외중학교 · 
남창중학교 · 
농소중학교

## 다
다운중학교 · 
달천중학교 · 
대송중학교 · 
대현중학교 · 
동평중학교 · 
두광중학교

## 마
매곡중학교 · 
명덕여자중학교 · 
무거중학교 · 
무룡중학교 · 
문수중학교

## 바
방어진중학교 · 
범서중학교

## 사
삼남중학교 · 
삼호중학교 · 
상북중학교 · 
상안중학교 · 
서생중학교 · 
성안중학교 · 
신언중학교 · 
신일중학교 · 
신정중학교

## 아
야음중학교 · 
약사중학교 · 
언양중학교 · 
연암중학교 · 
옥동중학교 · 
옥현중학교 · 
온산중학교 · 
외솔중학교 · 
울산강남중학교 · 
울산서여자중학교 · 
울산스포츠과학중학교 · 
울산제일중학교 · 
울산중앙중학교 · 
울산중학교 · 
웅촌중학교 · 
월평중학교 · 
유곡중학교 · 
이화중학교 · 
일산중학교

## 자
장검중학교 · 
진장중학교

## 차
천곡중학교 · 
천상중학교 · 
청량중학교

## 타
태화중학교

## 하
학성여자중학교 · 
학성중학교 · 
현대중학교 · 
현대청운중학교 · 
호계중학교 · 
화봉중학교 · 
화암중학교 · 
화진중학교 · 
효정중학교